# سیارک ۱۱۶۹۳۹
سیارک ۱۱۶۹۳۹ (به انگلیسی: 116939 Jonstewart، نامگذاری:2004GG39) صد و شانزده هزار و نهصد و سی و نهمین سیارک کشف شده‌است که در ۱۵ آوریل ۲۰۰۴ کشف شد.